# مطار نوي باي الدولي
مطار نوي باي (إياتا: HAN، إيكاو: VVNB)(بالفيتنامية: Sân bay quốc tế Nội Bài) هو مطار دولي يخدم مدينة هانوي عاصمة فيتنام، وهو مركز العمليات الرئيسي للخطوط الجوية الفيتنامية.

## شركات الطيران والوجهات

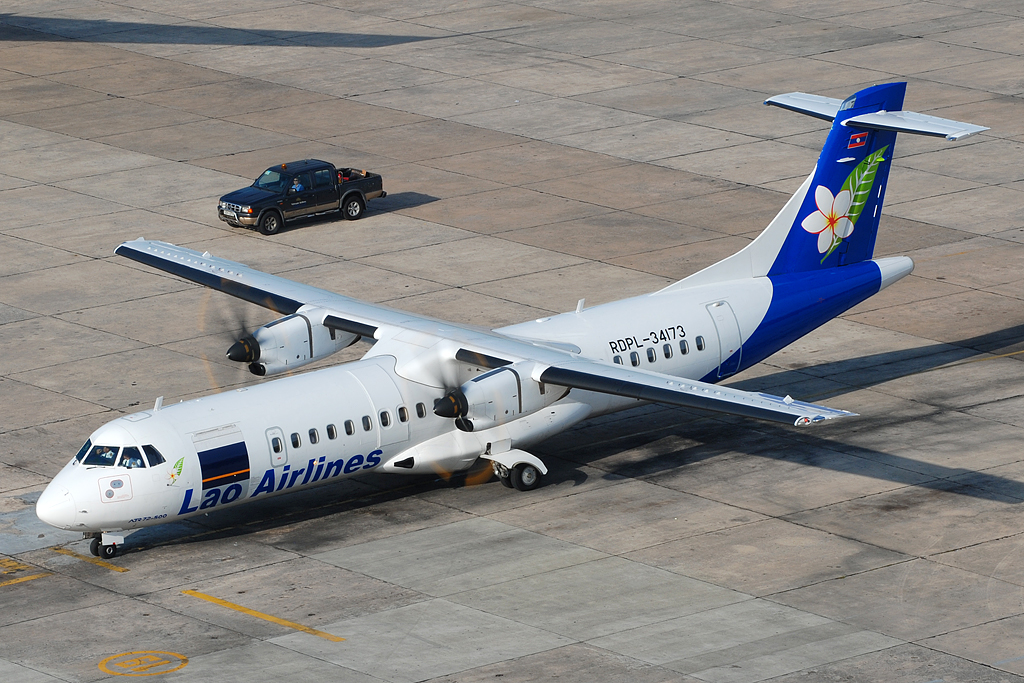
مطار نوي باي الدولي: عمليات الإقلاع والتوجيه على المدرج في مركز النقل الجوي الفيتنامي

### الركاب
| شركـات طيـران                              | الوجهات |
| ------------------------------------------ | --- |
| أيرو منغوليا                               | مطار جنكيز خان الدولي الجديد |
| طيران آسيا                                 | مطار كوالالمبور الدولي |
| Air Busan                                  | Busan |
| طيران ماكاو                                | مطار ماكاو الدولي |
| Air Seoul                                  | مطار إنتشون الدولي |
| خطوط كل اليابان الجوية                     | مطار ناريتا الدولي |
| خطوط آسيانا الجوية                         | مطار إنتشون الدولي |
| بامبو إيرويز                               | مطار سوفارنابومي الدولي، Buon Ma Thuot ‏، مطار كا ماو، مطار كن تاه الدولي، Chu Lai ‏، Con Dao ‏، مطار لين خونج، مطار دا نانغ الدولي، Dien Bien Phu ‏، مطار دونج هوا، مطار فرانكفورت، مطار تان سون نهات الدولي، مطار فو باي الدولي، مطار غاتويك، مطار ملبورن الدولي، مطار كام رانه الدولي، مطار فو كوك الدولي، مطار بليكو، Quy Nhon ‏، Rach Gia ‏، مطار إنتشون الدولي، مطار شانغي سنغافورة، مطار تايوان تاويوان الدولي، مطار ناريتا الدولي، Tuy Hoa ‏، مطار فينه الدولي عارض: Ibaraki، مطار تاينان، مطار تيانجين الدولي |
| باتيك إير ماليزيا                          | مطار كوالالمبور الدولي |
| Cambodia Angkor Air                        | مطار بنوم بنه الدولي، Siem Reap ‏ |
| كاثي باسيفيك                               | مطار هونغ كونغ الدولي |
| سيبو باسيفيك                               | مطار نينوي أكوينو الدولي |
| الخطوط الجوية الصينية                      | مطار تايوان تاويوان الدولي |
| خطوط شرق الصين الجوية                      | مطار كونمينغ جانغشوي الدولي |
| خطوط جنوب الصين الجوية                     | مطار قوانغتشو باييون الدولي، مطار شينزين باوان الدولي |
| Chongqing Airlines                         | مطار تشونغتشينغ جيانغبى الدولي |
| طيران الإمارات                             | مطار دبي الدولي |
| إيفا للطيران                               | مطار تايوان تاويوان الدولي |
| Fly Gangwon                                | Yangyang |
| خطوط هونغ كونغ اكسبرس                      | مطار هونغ كونغ الدولي |
| خطوط هونغ كونغ الجوية                      | مطار هونغ كونغ الدولي |
| خطوط إنديقو                                | مطار نيتاجي سوبهاس شاندرا بوس الدولي |
| IrAero                                     | Irkutsk (تبدأ في 4 يونيو 2023) |
| الخطوط الجوية اليابانية                    | مطار ناريتا الدولي |
| Jeju Air                                   | مطار إنتشون الدولي |
| Jin Air                                    | مطار إنتشون الدولي |
| كوريا للطيران                              | مطار إنتشون الدولي |
| طيران لاوس                                 | مطار لوانغ برابانغ الدولي، مطار واتاي الدولي |
| الخطوط الجوية الماليزية                    | مطار كوالالمبور الدولي |
| Myanmar Airways International              | Yangon |
| Pacific Airlines                           | مطار سوفارنابومي الدولي، مطار لين خونج، مطار تان سون نهات الدولي، مطار دا نانغ الدولي، مطار كام رانه الدولي ، مطار دونج هوا، |
| الخطوط الجوية الفلبينية                    | مطار نينوي أكوينو الدولي |
| الخطوط الجوية القطرية                      | مطار حمد الدولي |
| Qingdao Airlines                           | مطار خه هوا تشانغجياجيه |
| سكوت للطيران                               | مطار شانغي سنغافورة |
| خطوط شينزين الجوية                         | مطار شينزين باوان الدولي |
| الخطوط الجوية السنغافورية                  | مطار شانغي سنغافورة |
| ستارلوكس للطيران                           | مطار تايوان تاويوان الدولي |
| طيران آسيا (تايلاند)                       | مطار دون موينغ، مطار تشيانغ مي |
| Thai Lion Air                              | مطار دون موينغ |
| Thai Smile                                 | مطار سوفارنابومي الدولي |
| الخطوط الجوية التركية                      | مطار إسطنبول الدولي |
| T'way Air                                  | Busan، Daegu، مطار إنتشون الدولي |
| خطوط فيت جيت                               | مطار سردار فالابهبهاي باتل الدولي، مطار كيمبيغودا الدولي (تبدأ في 1 يناير 2024)، مطار سوفارنابومي الدولي، Buon Ma Thuot ‏، Busan، مطار كن تاه الدولي، Chu Lai ‏، مطار لين خونج، مطار دا نانغ الدولي، مطار انديرا غاندي الدولي، مطار نغوراه راي الدولي، مطار دونج هوا، Fukuoka، مطار تان سون نهات الدولي، مطار فو باي الدولي، مطار راجيف غاندي الدولي (تبدأ في 2 يناير 2024)، مطار كاوهسيونغ الدولي، مطار تشاتراباتي شيفاجي الدولي، مطار تشوبو سنتراير الدولي، مطار كام رانه الدولي، مطار كانساي الدولي، Phuket، مطار فو كوك الدولي، مطار بليكو، Quy Nhon ‏، مطار إنتشون الدولي، Siem Reap ‏، مطار شانغي سنغافورة، مطار تايتشونغ، مطار تايوان تاويوان الدولي، مطار ناريتا الدولي، Tuy Hoa ‏، Yangon عارض: Yangyang |
| الخطوط الجوية الفيتنامية                   | مطار سوفارنابومي الدولي، مطار بكين العاصمة الدولي، مطار بكين داشينغ الدولي، Buon Ma Thuot ‏، Busan، مطار كن تاه الدولي، مطار جينغديو الجديد، Chu Lai ‏، مطار لين خونج، مطار دا نانغ الدولي، مطار انديرا غاندي الدولي، مطار دونج هوا، مطار فرانكفورت، Fukuoka، مطار قوانغتشو باييون الدولي، مطار هايكو ميلان الدولي، مطار تان سون نهات الدولي، مطار هونغ كونغ الدولي، مطار فو باي الدولي، مطار كاوهسيونغ الدولي، مطار كوالالمبور الدولي، مطار لندن هيثرو، مطار لوانغ برابانغ الدولي، مطار ماكاو الدولي، مطار ملبورن الدولي، مطار شيريميتييفو الدولي، مطار تشاتراباتي شيفاجي الدولي، مطار تشوبو سنتراير الدولي، مطار كام رانه الدولي، مطار كانساي الدولي، مطار باريس شارل ديغول، مطار بنوم بنه الدولي، مطار فو كوك الدولي، مطار بليكو، Quy Nhon ‏، مطار إنتشون الدولي، مطار شانغهاي بودنغ الدولي، مطار شينزين باوان الدولي، Siem Reap ‏، مطار شانغي سنغافورة، مطار سيدني، مطار تايوان تاويوان الدولي، مطار طوكيو هانيدا الدولي، مطار ناريتا الدولي، Tuy Hoa ‏، مطار واتاي الدولي، مطار فينه الدولي، Yangon عارض: مطار تشونغتشينغ جيانغبى الدولي، مطار داليان الدولي، Ibaraki، مطار نينغبو ليش الدولي |
| الخطوط الجوية الفيتنامية operated by VASCO | Dien Bien Phu ‏، مطار دونج هوا، مطار فينه الدولي |
| Vietravel Airlines                         | مطار سوفارنابومي الدولي، مطار تان سون نهات الدولي، مطار دا نانغ الدولي عارض: Quy Nhon ‏ |
| خطوط زيامن الجوية                          | مطار شيامن قاوتشي الدولي |

### الشحن
| شركـات طيـران                            | الوجهات |
| ---------------------------------------- | --- |
| AirBridgeCargo                           | مطار تيد ستيفنز أنكوراج الدولي، مطار هونغ كونغ الدولي، مطار شيريميتييفو الدولي، مطار تايوان تاويوان الدولي (جميعها معلقة) |
| خطوط آسيانا الجوية                       | مطار تشونغتشينغ جيانغبى الدولي، مطار إنتشون الدولي، مطار شانغي سنغافورة                                                   |
| كارغولوكس                                | مطار هونغ كونغ الدولي، مطار الكويت الدولي، مطار لوكسمبورغ                                                                 |
| Cardig Air                               | مطار سوكارنو هاتا الدولي، مطار شينزين باوان الدولي                                                                        |
| كاثي باسيفيك                             | مطار شاه جلال الدولي، مطار هونغ كونغ الدولي، مطار بينانق الدولي، مطار شانغي سنغافورة                                      |
| الخطوط الجوية الصينية                    | مطار شانغي سنغافورة، مطار تايوان تاويوان الدولي                                                                           |
| خطوط جنوب الصين الجوية                   | مطار قوانغتشو باييون الدولي، مطار تان سون نهات الدولي                                                                     |
| دي إتش إل للطيران operated by DHL Air UK | East Midlands ‏، مطار لايبزيغ هاله، مطار شينزين باوان الدولي، مطار البحرين الدولي                                          |
| الإمارات للشحن الجوي                     | مطار آل مكتوم الدولي، مطار أوكلاند الدولي                                                                                 |
| الاتحاد للطيران                          | مطار أبو ظبي الدولي، مطار تيد ستيفنز أنكوراج الدولي، مطار شاه أمانات الدولي                                               |
| إيفا للطيران                             | مطار تايوان تاويوان الدولي                                                                                                |
| فيديكس إكسبرس                            | مطار قوانغتشو باييون الدولي، مطار تان سون نهات الدولي                                                                     |
| غارودا إندونيسيا                         | مطار سوكارنو هاتا الدولي                                                                                                  |
| خطوط هونغ كونغ الجوية                    | مطار هونغ كونغ الدولي |
| Jeju Air Cargo                           | مطار إنتشون الدولي |
| كوريا للطيران                            | مطار انديرا غاندي الدولي، مطار شاه جلال الدولي، Navoi، مطار إنتشون الدولي، مطار فيينا الدولي                              |
| K-Mile Air                               | مطار سوفارنابومي الدولي، مطار هونغ كونغ الدولي                                                                            |
| لوفتهانزا للشحن                          | مطار فرانكفورت، مطار تشاتراباتي شيفاجي الدولي                                                                             |
| MASkargo                                 | مطار كوالالمبور الدولي |
| الخطوط الجوية القطرية                    | مطار حمد الدولي |
| خطوط أس أف الجوية                        | مطار ووهان الدولي، مطار هانغتشو شياوشان الدولي                                                                            |
| سبايس جيت                                | مطار انديرا غاندي الدولي                                                                                                  |
| الخطوط الجوية التركية                    | مطار انديرا غاندي الدولي، مطار إسطنبول الدولي، مطار الإمام الخميني الدولي                                                 |
| طيران تركمانستان                         | مطار عشق آباد الدولي |
| خطوط يو بي إس الجوية                     | مطار تيد ستيفنز أنكوراج الدولي، مطار هونغ كونغ الدولي، Louisville، سنغافورة ‏                                              |